# .sg
.sg је највиши Интернет домен државних кодова (ccTLD) за Сингапур.
Регистрација домена се врши путем посредника за регистрацију.

## Домени другог нивоа
- .com.sg - намењен је за комерцијалну употребу;
- .org.sg - намењен је регистрованим организацијама;
- .net.sg - намењен је Интернет провајдерима и информатичким друштвима;
- .edu.sg - намењен је образовним установама;
- .gov.sg - намењен је владимним организацијама;
- .per.sg - намењен је физичким лицима;
- .idn.sg - намењен је за кинески и тамилски језик (тренутни статус категорије није познат).